# Bay Minette
Bay Minette – miasto w Stanach Zjednoczonych, w stanie Alabama, stolica hrabstwa Baldwin. Według danych na rok 2020 miejscowość zamieszkiwało 8107 osób, a gęstość zaludnienia wyniosła 180,51 os./km².

## Geografia
Bay Minette ma łączną powierzchnię 44,91 km², w tym 44,71 km² stanowi ląd, a 0,2 km² stanowią wody. Miejscowość jest położona 82  m n.p.m..

### Klimat
Średnia temperatura wynosi +18 °C. Najcieplejszym miesiącem jest czerwiec (+24 °C), a najzimniejszym miesiącem jest styczeń (+9 °C). Średnie opady wynoszą 1855 mm rocznie. Najbardziej wilgotnym miesiącem jest luty (237 mm opadów), a najbardziej suchym miesiącem jest październik (58 mm opadów).

## Demografia

### Spis powszechny z 2010 roku
W 2010 roku Bay Minette zamieszkiwało 8044 osób, a gęstość zaludnienia wyniosła 179,1 os./km². Miasto liczyło wówczas 2744  gospodarstwa domowe, w których mieszkało 1884 rodziny. Większość mieszkańców (60,4%) stanowili biali, natomiast 35,3% mieszkańców stanowili przedstawiciele rasy czarnej. Pozostałe 4,3% mieszkańców stanowili Azjaci (0,8%), Latynosi (1,8%), przedstawiciele rdzennej ludności (1%) oraz pozostałe 0,7% inne rasy człowieka.

### Spis powszechny z 2020 roku
Według danych na rok 2020 Bay Minette liczyło 3285 gospodarstw domowych, w których mieszkało 2416 rodzin. Większość mieszkańców (56,14%) stanowili biali, natomiast 35,3% mieszkańców stanowili przedstawiciele rasy czarnej. Pozostałe 8,56% mieszkańców stanowili Azjaci (0,54%), Latynosi (4,8%), przedstawiciele rdzennej ludności (1,1%) oraz 2,12% pozostałe rasy człowieka.
Historyczna populacja:
| Rok        | 1910 | 1920   | 1930   | 1940   | 1950    | 1960   | 1970   | 1980   | 1990  | 2000  | 2010  | 2020  |
| ---------- | ---- | ------ | ------ | ------ | ------- | ------ | ------ | ------ | ----- | ----- | ----- | ----- |
| Ludność    | 749  | 1092   | 1545   | 1763   | 3732    | 5197   | 6727   | 7455   | 7168  | 7820  | 8044  | 8107  |
| Zmiana w % |      | +45,8% | +41,5% | +14,1% | +111,7% | +39,3% | +29,4% | +10,8% | –3,8% | +9,1% | +2,9% | +0,8% |

## Transport
Przez Bay Minette przebiegają takie drogi jak: U.S. Highway 31 oraz Droga stanowa Alabama nr 59.
W odległości 6 km od miasta znajduje się lotnisko Bay Minette.